# 吉格斯太镇
吉格斯太镇是中华人民共和国内蒙古自治区鄂尔多斯市达拉特旗下辖的一个镇。

## 行政区划
吉格斯太镇下辖以下村级行政区划单位：
大红奎村、梁家圪堵村、张义成窑子村、蛇肯点素村、柳沟村和沟心召村。